# André Verdet
Pour les articles homonymes, voir Verdet.
André Verdet, né le 4 août 1913 à Nice et mort à Saint-Paul-de-Vence le 19 décembre 2004, est un poète, peintre, sculpteur et céramiste français.

## Biographie

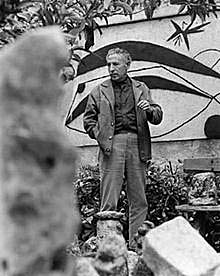
André Verdet, photo d'Erling Mandelmann, (1962).

André Verdet naît à Nice le 4 août 1913 de Paul Verdet, originaire de Saint-Paul de Vence, receveur des Postes à Nice, puis commerçant et de Marie Ourdan, niçoise qui disparaît en 1915 mystérieusement. Il est élevé par sa tante et son oncle, affectueux et sévères, cultivateurs à la Colle-sur-Loup près de Saint-Paul de Vence. Son enfance est campagnarde et plutôt heureuse. Mais en 1923, son père, Paul Verdet, qui veut le faire travailler comme lui dans l’hôtellerie l’oblige à le rejoindre dans le nord de la France. C’est un déchirement ; il ne cessera de songer à sa Provence, vouloir y revenir, et quand il le pourra, s’y installer pour toujours. Quelques années plus tard, il entre au lycée hôtelier de Clermont-Ferrand. À 17 ans, il effectue un stage de plusieurs mois comme groom dans un hôtel de Francfort. Il apprend l’allemand, et il observe autour de lui ; il sent avec inquiétude l’atmosphère lourde du national-socialisme qui monte. Quelque chose qu’il n’oubliera pas et qui des années plus tard nourrira sa mémoire de résistant. De retour en France, pour échapper à la contrainte paternelle qui le poursuit, il s’engage dans l’infanterie. Après avoir fait ses classes à Toulon, il est envoyé en Chine en 1932. Affecté aux services de l’hygiène, il est témoin des inondations de Shanghaï, et surtout, d’une façon générale, de l’exploitation de l’homme par l’homme. Il en devient pour toujours un révolté et un homme de gauche. Mais il tombe malade. Renvoyé dans ses foyers le 30 septembre 1936, il revient en France et se soigne au sanatorium de Briançon. Il y fait la connaissance de Giono qui guide ses premiers pas en littérature. Il écrit des poèmes, des nouvelles, des contes, quelques articles dans des revues. Lorsqu’en 1941 André Verdet rencontre Jacques Prévert à Saint-Paul de Vence, ils se découvrent beaucoup d’affinités et deviennent amis. Ils publient ensemble leurs poèmes dans C’est à Saint Paul de Vence, et dans un recueil intitulé Histoires. Prévert, Giono, et plus tard Cocteau, à qui Verdet rendra de fréquentes visites dans la villa Santo Sospir du Cap Ferrat, sont ses trois mentors en littérature.
Le début de la Seconde Guerre mondiale trouve Verdet dans un état en quelque sorte bucolique. Pour raisons de santé, il n’a pas été mobilisé. Mais l’appel du 18 juin, écrit-il, l’a « électrisé ». En janvier 1941 Verdet rejoint la Résistance d’abord dans le Mouvement Combat, puis à Lyon et à Paris, dans le réseau Action Immédiate, sous les ordres du Colonel Degliame-Fouché. Verdet prend les pseudonymes de Clairval et de Duroc : Commandant Duroc. Il participe à des actions de sabotages, contre-espionnage, transmission infos, fabrication de faux papiers, protection de Juifs, transmission de plans des objectifs militaires allemands (nœuds ferroviaires, dépôts de munitions) pour préparer les bombardements alliés. Verdet est arrêté le 22 février 1944 par la Gestapo et la police parisienne. Interrogé au no  11 rue des Saussaies, le « vaillant soldat n’a pas parlé sous la torture », comme le déclarera plus tard son supérieur le Colonel Degliame-Fouché. Après un mois passé dans la prison de Fresnes, il est transféré dans le camp de Royallieu à Compiègne, d’où il est déporté avec Robert Desnos, à destination d’Auschwitz. Au bout d’une dizaine de jours, il est transféré avec ses camarades au camp de Buchenwald où il demeure détenu jusqu’à la libération du camp, par les prisonniers eux-mêmes puis par les forces alliées américaines, le 11 avril 1945. Yves P. Boulongne et Verdet rassemblent les poèmes de leurs camarades détenus, qui seront publiés avec les leurs dans l’Anthologie des poèmes de Buchenwald. Dans un roman-récit autobiographique écrit à la troisième personne, intitulé La nuit n'est pas la nuit, Verdet témoigne d’une double réalité : celle du cauchemar et celle de l’espérance. Il lui faut impérativement dire la nuit, la souffrance infligée, la torture, les agonies, l’horreur. Il lui faut dire également l’effort quotidiennement soutenu pour conjurer les puissances du mal et des ténèbres.
Après la Libération, Verdet reste un an Attaché de cabinet de Marcel Paul, Ministre de la production industrielle. Il divorce de Camille Parèze, qu’il avait épousée peu avant son arrestation. Vient une période d’aventures amoureuses avec de nombreuses jeunes femmes. Jeanne Corbières, jeune enseignante auprès de qui il rédige La nuit n’est pas la nuit, au hameau de Saint-Pons près de Gréolières. Marianne Greenwood, photographe, écrivaine, amie de Picasso et de Françoise Gilot. Yvonne Grauer, peintre de chats, qu’il retrouve régulièrement à Paris… Une profonde amitié le lie à Anita Tullio, sculpteur céramiste, qui lui a été présentée par le peintre Robert Helman. C’est en 1965 qu’André Verdet s’attache définitivement à Bernadette de Wilde, plus connue sous son nom de peintre Nadine Vivier, et qu’il avait rencontrée quelques années auparavant dans l’atelier du peintre Henri Baviera. Elle devient sa compagne pour la vie et c’est à elle qu’il dédie ses plus beaux poèmes d’amour.
Son ancrage à Saint-Paul de Vence, berceau de sa famille – son oncle Joséphin Verdet a été maire de Saint-Paul avant la guerre – est toujours intense. Il s’installe dans la maison dont il hérite sur les Remparts Est, ainsi que dans le « Clos de Tantine » au pied des Remparts Ouest. Il fait construire sur une colline en face de Saint-Paul, montée bois Saint-Roch, une maison en spirale, dont il a dessiné les plans, la maison de l’Obiou. Il consacre de nombreux textes à Saint-Paul de Vence et à sa région.
Au début des années 1970, Nicole de la Hera présente à Verdet le peintre niçois Jean Da Milano avec qui il entretiendra une longue amitié.
Avant de porter à son éditeur les poèmes destinés au recueil Le ciel et son fantôme, Verdet va voir Philippe Delache, alors Directeur de l’Observatoire de Nice, et lui demande s’il n’y a pas d’erreur scientifique dans ses propos poétiques. Delache le rassure et lui exprime son étonnement admiratif devant son intuition des choses du ciel… Il le présente au grand astrophysicien Jean-Claude Pecker et tous trois se lient d’une grande amitié intellectuelle.
À l’instigation de Bill Wyman, bassiste des Rolling Stones et du musicien Jon Anderson, il fonde en 1978 son propre groupe de free jazz, Bételgeuse, avec le compositeur interprète Gilbert Trem, et le récitant Frédéric Altmann (qui est également photographe et critique d’art). Ils donnent de nombreux concerts dans la région Côte d’Azur et trois soirées exceptionnelles en 1985 au Palais de la découverte à Paris.
Verdet expose ses peintures dans plusieurs galeries de la Côte. À Saint-Paul même une mention particulière est due à Alexandre de la Salle (célèbre notamment pour ses expositions consacrées à l’École de Nice), et à sa femme, écrivain et psychanalyste, qui écrit sur Verdet un livre dense et profond : André Verdet ou la parole oraculaire.
Une amitié durable le lie à Michel Delorme, fondateur des Éditions Galilée, et à sa femme Claudine. La famille Delorme passe maint été à Saint-Paul. C’est chez Galilée que sont publiés les grands poèmes cosmologiques, depuis Le ciel et son fantôme jusqu’à Seul l’espace s’éternise et Face à nous les bêtes. Autour des années 2000, l’éditeur niçois Luciano Melis commence à prendre en quelque sorte le relais, avec de nouvelles publications et aussi des rééditions d’ouvrages épuisés comme Montagnes marines avec les illustrations de Cocteau et Monts et merveilles, essai sur la Vallée des Merveilles. En 1982 André Verdet a fait la connaissance de l’universitaire Françoise Armengaud, qui réunit les textes de 33 contributeurs pour rendre au poète un hommage publié en 1985 : Pierres de vie. Avec Béatrice Bonhomme elle organise en 2001 un colloque international à l’Université de Nice, sous le titre André Verdet : « le pur espace poésie ». Elle lui consacre également une étude, sorte d’inventaire raisonné des œuvres littéraires verdétiennes : André Verdet – Du multiple au singulier.
André Verdet aura beaucoup voyagé : Allemagne, Chine, Suède, Roumanie, Bulgarie, États-Unis, Japon, Belgique, Suisse, et fait de fréquents séjours en Italie, où des Prix lui sont décernés pour son œuvre artistique. Il aura toujours assidûment travaillé et œuvré en de multiples domaines. Il reçoit en 2002 le Grand Prix des Poètes de la SACEM. Il est encore plein de projets lorsque la maladie le rattrape à l’automne 2004. Il s’éteint dans sa maison de l’Obiou le 19 décembre 2004, après avoir légué à la Ville de Saint-Paul ses trois maisons et les œuvres d’art qu’elles contiennent.
En 1999, il avait commandé son buste (en bronze) au sculpteur Cyril de La Patellière. Les séances de pose ont eu lieu à son domicile de Saint-Paul les 18 et 22 novembre 1999 (dates gravées par l'artiste sur l'œuvre même). Une partie de la collection d'André Verdet (Picasso, Léger, Miró, etc.) a été donnée à la ville de Cordes-sur-Ciel. Elle y est exposée au musée d'art moderne situé dans la Maison du Grand Fauconnier, ainsi qu'un autre exemplaire en terre cuite de son buste par Cyril de La Patellière. Une autre partie de sa collection fut donnée en 1999 à la ville de Carros : un ensemble de sculptures et de tableaux, dont son portrait par le peintre italien Bernard Damiano, se trouve au Centre international d'art contemporain du château de Carros ; des livres d'artiste sont conservés dans la médiathèque municipale qui porte son nom. La médiathèque André Verdet fut inaugurée en mars 2003 en sa présence.

## Le poète

### La poésie des Provences
Le poète chante la Provence « des craquelures telluriques, de la poussière et des rocs, des garrigues et des broussailles, guettées par l’incendie, la Provence aux ardeurs de plein été… »  Le Luberon, la Camargue, la montagne de Lure, Contadour, la Vallée des Merveilles… Comme l’écrit Françoise Armengaud, la Provence de Verdet est « celle d’un poète, d’un peintre ainsi que d’un philosophe, frère des Présocratiques grecs, et elle est étroitement appariée au cosmos, terre et ciel indissociés ». Sans doute faut-il le confronter à ces grands écrivains de la Provence que furent Jean Giono, Henri Bosco, Gabriel Audisio, Joseph d’Arbaud, mais aussi à Cézanne, à van Gogh ainsi qu’à ces grands méditants de la lumière que furent Paul Valéry et Albert Camus.

### La poésie de l’Histoire
- Si vous ne connaissez pas le sujet, laissez ce bandeau (vous pouvez alors contacter les auteurs).
- Si vous supprimez le contenu mis en cause (vous pouvez préalablement contacter les auteurs),

argumentez précisément cette suppression dans la page de discussion
(un manque de référence n'est pas un argument ; une recherche réelle de référence doit avoir été effectuée, être formellement documentée).
André Verdet fut à la fois Résistant et poète. Mais la poésie pour lui n’est pas versée au service de l’initiative martiale. Elle demeure un asile inviolé où se ressourcent l’âme et le cœur. La poésie n’a pas été interrompue par les coups et la détresse. Elle s’est avérée indispensable pour les supporter. Loin d’être un jeu littéraire, la poésie constitue la défense profonde, le recours ultime et salvateur. Elle seule permettra également de dire, de communiquer universellement à autrui une expérience aussi douloureusement singulière que celle des camps de la mort. La conférence sur la poésie relatée dans La nuit n’est pas la nuit, et qui eut lieu au camp de concentration de Buchenwald, affirmait que « la poésie n’est pas uniquement le privilège de l’homme » mais qu’elle « palpite dans la scintillation des étoiles, dans la giration de la terre ». La poésie de Verdet est une poésie indissociablement ontologique et cosmique. Mais il ne faut pas oublier que c’est aussi une poésie politique. Appartiennent à la poésie concentrationnaire (selon l’expression d’Henri Pouzol) les poèmes écrits en captivité dans la prison de Fresnes, dans le camp de Royallieu-Compiègne, à Auschwitz, et à Buchenwald, publiés sous le titre : Les jours les nuits et puis l’aurore.
Le poème De quel passé pour quel futur ? est une sorte de « Bible » réécrite en bref selon Verdet. On y trouve en effet à la fois une cosmogenèse et une anthropogenèse, ainsi qu’une formulation de la loi morale. On peut aussi le voir comme une manière (également très abrégée !) de « Légende des siècles ». Il porte la marque d’une interrogation lancinante sur le mal, sur les massacres et sur les guerres : 
Massacre par les Inquisitions
Massacre par les Déportations
Massacre par la Traite l’Exode et l’Exil
Massacre par la Prostitution
Massacre par la Faim la Soif et les Sables
Massacre par la Drogue et l’Alcool
Massacre par le Fouet et les Chaînes
Massacre par le Feu et les Bombes
            Gazkammer Krematorium
L’interrogation se poursuit sous forme d’hypothèse, de soupçon quant à la présence du mal dans l’élémentaire, dans l’organisation minimale et originelle de la cellule :
Serait-ce que dans toute cellule
En instance de devenir
Une force maligne se glisse
Comme si la nature en se créant
Forgeait son propre repentir
Le poète n’oublie pas les animaux :
Carnage des Phoques des Truites des Baleines et des Goujons
Immolation des Tigres des Éléphants des Antilopes et des Bisons
Sacrifice des Aigles des Hiboux des Mésanges et des Pinsons
Torture à vif des Chiens des Chats des Souris et des Singes
Dans l’enfer froid des labos
            Vivisection
Que fera-t-on des droits de l’homme
Mais qu’a-t-on fait du droit des bêtes

### La poésie des étoiles et de l’univers
André Verdet a consacré aux étoiles qui étaient déjà ses amies lorsqu’il était enfant, et qui furent ses consolatrices dans le ciel nocturne de Buchenwald, plusieurs ouvrages extrêmement novateurs : Le ciel et son fantôme, L’obscur et l’ouvert, Détours, Seul l’espace s’éternise. La meilleure caractérisation de sa poésie cosmologique se trouve sans doute sous la plume du philosophe Edgar Morin : « C’est la première fois – pour autant que je sache – qu’un poète connaît et reconnaît ce nouvel univers ; il le nomme avec les termes forgés par les sciences physiques, i.e., avec les mots de particule, atome, molécule, gravitation, trou noir. Mais en employant ces mots, il les transforme en mythes et dans le même mouvement, convertit les mythes les plus archaïques en astres, atomes, molécules, particules... Il mythologise la science et scientifise les mythes... Il tisse une navette ininterrompue entre la rêverie poétique et la découverte scientifique, entre l’imaginaire anthropologique et les choses physiques. C’est une navette entre les deux pensées fondamentales qui fonctionnent ensemble dans notre pensée : la pensée empirico-rationnelle, qui se développe aujourd’hui dans les sciences, et la pensée symbolico-mythique, qui a trouvé aujourd’hui refuge dans la poésie ».
L’astrophysicien Jean-Claude Pecker confirme la cohérence et la pertinence audacieuse de cette poésie lorsqu’il écrit : « Rien dans le ciel de Verdet qui puisse être contesté par le physicien ou le mathématicien… Un enrichissement de nos cosmogonies, un éclair sur les routes du ciel, et l’astronome, arrêté un instant, repart sur sa propre route, avec un regard un peu neuf – avec le regard bleu d’André Verdet sur le ciel sombre des Provences… ».
Le regard d’André Verdet contemple et interroge :
Nous sommes sur le pont
Figurants d’une énigme
Oublieux du péril et faisant
Parfois des gestes dangereux
Nous regardons les étoiles
Elles nous rassurent
Et nous repartons
Tranquilles
Entre les deux parenthèses
D’un cataclysme

## L’écrivain d’art
C’est tantôt à Paris, tantôt à Saint-Paul de Vence qu’André Verdet connaît, dès la fin des années 1940, Braque, Matisse, Picasso, Léger, Chagall. Il devient leur confident et leur ami. Il note leurs conversations. S’il ne se voit pas comme un critique d’art professionnel, il se présente de plus en plus comme un écrivain d’art. Dans ses Entretiens sur la peinture (d’où sont tirées la plupart des citations qui suivent), il met en lumière les ressorts, circonstances, tenants et aboutissants de la création. En poète qui sait se faire conteur, il donne à voir les atmosphères des ateliers.
Tel que le présente Verdet, Georges Braque apparaît comme un artiste qu’au long des années semblent avoir façonné « hauteur, silence et solitude », et dont la mémoire demeure à jamais « pleine de réserve, de discrétion, comme en retrait sur cette vie qui passe ». Braque est un passionné des natures mortes. Pour lui, c’est « la vie recueillie des choses qui a de l’intérêt, l’essentiel et non l’accidentel ». Il mentionne avec révérence le nom de Chardin, lequel, dit-il, lui a révélé les « correspondances émotionnelles qui existent entre les objets ». L’importance de Cézanne est également soulignée. Braque et Verdet proposent ensemble une réflexion sur le cubisme et les papiers collés : ces derniers ont achevé de « détruire magnifiquement la vision de la perspective classique, les conventions mortelles qu’elle imposait ». La philosophie et la sagesse s’invitent dans leurs propos, lorsque par exemple Braque murmure : « La vérité, c’est le fait d’être au cœur en ayant fait le tour », ou bien lorsqu’il suggère : « L’art est une blessure qui devient lumière ».	
En 1949 le frère de Jacques Prévert, Pierre, présente André Verdet à Fernand Léger. Verdet habite pendant quelques mois de l’année 1952 au, dans « l’atelier/académie » de Léger, 86 rue Notre-Dame-des-Champs à Paris. Léger fut pour lui « comme un père ». Il le fait parler de son travail. L’origine du mécanisme de Léger, sa célébration de l’ère industrielle, et du travail, qui fut sa révolution particulière, surprend : il l’a puisée, dit-il, dans la conception mécaniste des formes de Paolo Uccello, les armures et cuirasses des cavaliers de La Bataille de San Romano. L’approche d’André Verdet rejoint celle de Guillaume Apollinaire, champion de la « révolution qui renouvelait les arts plastiques ». Apollinaire décelait chez les peintres de son époque « non pas un art d’imitation mais un art de conception qui tient à s’élever jusqu’à la création ». Il s’agit d’une heureuse dialectique, qui rejoint le « dynamisme pictural », la loi des contrastes que Fernand Léger a voulu mettre en œuvre, à partir d’un écart vis-à-vis du cubisme de Picasso, Braque, Juan Gris, et cela grâce à un dessin net. Verdet souligne ce principe : organiser l’opposition tout à la fois des valeurs, des lignes et des couleurs contraires. Indépendance de la couleur, en dehors des contours dessinés. Ouverture sur le peuple, sur la civilisation industrielle, les machines. « L’art va s’élever vers le collectif, il retrouvera comme jadis dans l’Antiquité, au Moyen Âge et pendant la Renaissance, une fonction sociologique ».
De 1948 à 1951 Verdet rencontre à maintes reprises Henri Matisse et s’entretient avec lui, soit à Saint-Paul de Vence sur les terrasses de la Colombe d’Or, où le propriétaire et ami Paul Roux le lui présente, soit à Nice, dans les spacieux ateliers de l’ancien hôtel Régina sur les hauteurs de Cimiez. À Saint-Paul, le peintre, note Verdet, ne cessait de suivre du regard les blanches colombes fusant par-dessus les murs. Matisse lui confie : « C’est en rentrant dans l’objet, en s’y oubliant, qu’on le découvre, et qu’en le découvrant, on se retrouve mieux soi-même. Que de fois, parti d’ici et rentré chez moi dans l’atelier de Cimiez, je continue à être la colombe, à suivre son vol... ». Lorsqu’André Verdet propose : « Rapidité d’exécution, simplification des lignes, raréfaction de la forme ! », Henri Matisse répond : « Oui, mais cela ne signifie aucunement illusion, facilité, dérision ou tromperie. Dans mon travail, cela signifie lumière, densité, vie, expression de l’existence qui s’est arrachée des ténèbres ». Selon Verdet, l’invention des papiers découpés chez Matisse est sans nul doute l’un des plus décisifs bouleversements plastiques dans l’histoire de la pensée moderne. Le problème est voisin de celui du fauvisme : les papiers découpés se créent en fonction du confort oppositionnel des couleurs. Comme dans les travaux à l’huile, dans le travail des papiers découpés, c’est encore le milieu qui crée l’objet. Il n’y a pas de rupture entre les anciennes toiles et les découpages actuels. Les visites à l’atelier de Cimiez sont évoquées par Verdet dans les Prestiges de Matisse. Verdet y tient ce propos qui semble issu d’une très ancienne sagesse : « Un vaste noir ruisselle peu à peu et tend vers la lumière totale ».
Un soir de 1948, Verdet est présenté par Prévert à Picasso venu dîner à la Colombe d’or. Apercevant sur l’avant-bras du poète le matricule de la déportation, Picasso le porte à ses lèvres, et invite le poète à son atelier de Vallauris. La relation de Verdet à Picasso devient vite celle de l’intimité complice. À Antibes, à Vallauris, à Saint-Paul, le poète partage de longs moments avec lui ; il le voit vivre, inventer, composer. Picasso est pour lui « ce risque-tout polymorphe et polyvalent, ce sorcier pluriel, l’inquisiteur à la fois cruel et généreux de l’histoire », et aussi ce « plus grand dépeceur de formes de tous les temps, le plus audacieux flagellant de lignes ». Picasso est « un acteur, un Grec ». Quelqu’un qui sait faire alterner ou se mêler la farce et le tragique, l’humour, la joie et le drame. Son rire digne d’Homère, qui « vient du large et repart au loin », cela déguise le drame, la gravité d’une émotion. À la fois éloquent et tranquille dans son mutisme, « sombre et rauque comme un sorcier des Tropiques » – un terrible regard aux aguets et qui convoite. Ses yeux captent, amassent et renvoient. Le noir et le blanc constituent une obsession dont la mise en œuvre revêt allure de paradoxe : en effet, selon Verdet, Picasso cherche à travers même les couleurs, à rejoindre « l’incomparable vertu du noir et blanc ». Picasso pourrait, s’il le désirait, estime Verdet, « se passer entièrement de couleurs, à tel point son trait donne naissance à des valeurs lumineuses, et les orchestre. » 
À son retour des États-Unis en 1948, Chagall passe par Paris, il achète en 1950 une maison à Vence, et en 1966 il fait construire une maison à Saint-Paul de Vence, à la sortie du village, appelée « La Colline ». C’est l’occasion d’une longue proximité amicale entre le poète et le peintre. Verdet note dans son Chagall méditerranéen l’influence de cette installation : c’est, écrit-il, « dans la quiétude solaire de Saint-Paul qu’au soir de sa vie l’exilé retrouve le mieux le pays de son enfance et que, tout en rendant grâce à la Méditerranée accueillante, il continue d’exprimer à Vitebsk sa reconnaissance de fils inspiré ». Verdet rend sensible le retentissement sur l’œuvre, sur le plan pictural et sur le plan spirituel, de la lumière méridionale. À l’encontre de ceux qui placent au-dessus de tout et de manière exclusive les toiles de la période parisienne 1910-1920, il démontre que l’art de celui qu’il appelle l’ « Orphée de l’Orient russe » n’a cessé d’aller vers un plus grand accomplissement. L’évolution se laisse déceler dans le traitement de la lumière, dans sa vibration, dans ce que Verdet appelle l’ « illumination chromatique ». Il remarque alors qu’imperceptiblement, la peinture de Chagall, sous l’influence du milieu ambiant, « subit une mue, comme de l’intérieur ». Comme si le peintre, suggère Verdet, mettait « de la couleur dans la couleur », comme s’il « peignait la peinture ». Dans le dialogue entre l’artiste et l’essayiste, une interrogation radicale se fait jour : qu’est-ce que la peinture ? Et une suggestion se profile : peut-être une plénitude qui fait la part du vide... Or c’est, estime Verdet, pour avoir su « ne pas finir », ne pas couvrir toute la toile, ou laisser un invisible espace entre les mots, que Chagall exprime son admiration pour Cézanne et pour Kafka.

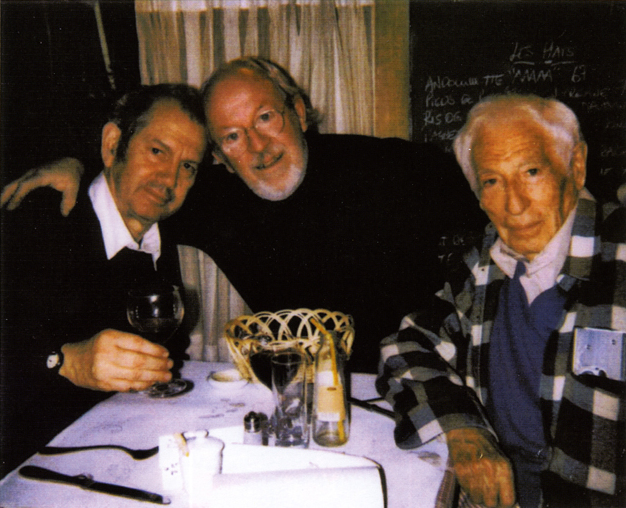
Ben Vautier, Pierre Olivier et André Verdet (à droite).

André Verdet a écrit sur des artistes du passé : un essai sur Léonard de Vinci, une « Ballade » pour Vincent van Gogh, un hommage à Renoir. Mais aussi sur des contemporains, si nombreux qu’on ne peut que simplement les nommer : Jean Atlan, François Baron-Renouard, Raymond Dauphin, Ladislas Kijno, Gaby Bauzil, Victor Bauer, Manfredo Borsi, Alberto Magnelli, Hans Hartung, Joan Miro, Max Papart, Jean Piaubert, Abidine, Robert Helman, Françoise Gilot, Alberto Giacometti, Jean Fautrier, Anita Tullio, Mario Tozzi, RAM (Ruggero Alfredo Michahelles), Karel Appel, Paul Jenkins. Et aussi les artistes de l’École de Nice : Yves Klein, Arman, César, Sacha Sosno, Jean-Claude Fahri. Et puis Théo Tobiasse, Giuliano Mancini, Rotraut Klein, Élisabeth Collet, Henri Baviera, Luc Trizan, Nadine Vivier, Nigel Ritchie, Rémy Pesce …
L’écrivain d’art n’aura jamais cessé d’être poète. Voici comment Verdet rend hommage aux personnages sculptés par Giacometti :
À longues enjambées ils vont
Cernés de solitude inlassables
Marcheurs de l’infini
Si maigres si dénués si privés
Taraudés troués d’espace
De vents et de misères
Affamés assoiffés en proie
Affamés assoiffés en quête
[…]
Ils arrivent de si loin
S’en vont plus loin encore
Ils se hâtent sans même 
Nous voir au passage
Infinis dans l’infini
Tout en étant là

## Le peintre
Étroitement liée à son inspiration poétique, l’activité artistique d’André Verdet est caractérisée par sa richesse et sa diversité. Comment le poète s’est-il mis à la peinture ? Il est encouragé par Picasso, alors qu’après la publication de Provence noire, il se sent comme « vidé » et sans ressources créatives. En 1956, Picasso lui conseille : « Travaille non seulement devant le paysage mais dedans et avec lui… Ainsi tu pourras continuer à dire en dessin ce que tu as écrit dans tes poèmes de Provence Noire ». Le résultat, ce sont des dessins d’abord noir et blanc puis qui se colorent peu à peu : les paysages de Provence. Sensible à l’atmosphère envoûtante et magique qu’ils suscitent, Verdet les nomme les Sortilèges de Provence. Alain Bosquet s’exclamera : « Il n’est pas d’exemple qu’un poète fasse irruption dans la peinture avec une telle soudaineté et une telle réussite ».
Lorsque la période des Sortilèges s’achève en 1960, l’espace continue à requérir le peintre. Huiles, pastels à la cire, gouaches ont à présent pour titres : Espace fertile, Espace cadencé, Espace chiffré… Le poète s’attache au rythme qui scande le jalonnement de ces espaces qu’on pourrait situer entre l’élément géologique et paysager des Provences et l’élément cosmique encore à venir dans l’œuvre : ce que dans ses poèmes Verdet appelle le Haut espace, celui des astres et des galaxies.
En 1961, Verdet travaille la céramique dans les ateliers Madoura à Vallauris, chez Suzanne Ramié. Il produit des vases, ainsi que des sculptures en forme de rocs : les Pierres de feu. La source de son inspiration se trouve sur les plateaux et les gorges de l’arrière-pays niçois, là où les rocs lui semblent être les témoins représentants des civilisations archaïques. Les œuvres s’appellent Infernet, Malbo, Valmasque, Gordolasque, Bramafan… Jean-Louis Prat témoigne : « André Verdet a abordé la céramique avec une simplicité de moyens innée qui donne un accord plus grand à son œuvre entière se reliant de manière naturelle à sa parole écrite ou peinte ». Puis apparaissent de grandes formes où dominent les courbes et les couleurs vives en aplat, à la fois solaires et ténébreuses, que le poète associe à la réminiscence de grandes civilisations perdues. Il les rassemble sous la dénomination symbolique des Idoles. Dans un message adressé en 1970 à André Verdet, Giuseppe Ungaretti déclare que ses « formes-idoles » sont les symboles « à la fois solaires et nocturnes d’une civilisation enfouie dans l’épaisseur du temps ». Quant aux tableaux noir et blanc, selon le critique italien, ils  imposent « une silencieuse force dramatique ». En effet, ils dressent devant nous une énigme : « celle de la vie et de la mort, les contraires, les oppositions qui assurent l’équilibre du monde ».
Dans les années 1962-1963, André Verdet est l’inventeur de la technique qui donne lieu aux Vitrifications. Ce sont des résines de polyester qui, sous l’effet du soleil ou d’infra-rouges, cristallisent sur des gouaches, des pastels, des aquarelles et des huiles. Puis viennent les Lumières plastiques : tableaux dont le matériau est fait de fibres, de résilles, de feuilles, de ficelles, et surtout de divers tissus en plastique. Intégration de la banalité contemporaine, si l’on veut, mais contrairement à la plupart des créateurs de l’École de Nice, pour qui l’objet est avant tout aventure de l’objet en soi, Verdet cherche à fournir à ses Lumières plastiques une valeur picturale et esthétique.
Parallèlement aux formes pleines et nourries des Idoles, étaient apparues des graphies nerveuses, des traits évoquant des trajectoires de fusées, des courbes évoquant des gravitations, et qui annonçaient les Cosmogonies. Les Cosmogonies sont des toiles de grand format, peintes à l’acrylique avec un aérographe électrique, afin de rendre sensible l’échelonnement de l’infini galactique, des espaces sidéraux où semblent tournoyer des objets célestes, des astres, générateurs de semis de poussières constellées. Des poèmes viennent s’inscrire sur ces toiles. Verdet les appelle ses Tableaux—théorèmes. Selon Pierre Restany, la poésie visuelle d’André Verdet « rejoint par le cheminement mystérieux des intuitions sensibles la recherche scientifique et ses hypothèses de pointe ». Et Restany précise : « Ses tableaux-poèmes donnent aux équations de l’astrophysique ou aux formulations de l’énergie, la chair et le souffle de nos sens, le rythme alterné de nos joies et de nos doutes, la dialectique fondamentale de l’espoir ».

## Décorations et distinctions
- Commandeur de la Légion d'honneur.
- Médaillé de la Résistance et de la Déportation.
- Commandeur dans l'ordre des Arts et des Lettres.

## Œuvres

### Récit
- 1947 - 2000 La nuit n'est pas la nuit

### Poèmes
- 1945 Souvenirs du présent. Poème-préface de Jacques Prévert
- 1946 – 1995 Anthologie des poèmes de Buchenwald
- 1948 Histoires. Avec poèmes de Jacques Prévert
- 1949 * 1978 Les jours, les nuits et puis l’aurore
- 1949 C’est à Saint-Paul de Vence. Poème-préface de Jacques Prévert
- 1951 Pages d'amour. Lithographies de Françoise Gilot
- 1953 Poèmes de l’inquiet souvenir
- 1954 Mondes et soleils
- 1955 Le fruit et le noyau
- 1955 Provence noire
- 1961 - 2004 Montagnes marines
- 1975 Le ciel et son fantôme. Préface de Philippe Delache
- 1980 De quel passé pour quel futur ? Gravures de Wilfredo Lam
- 1984 L’obscur et l’ouvert
- 1985 Langue d’Eros. Encres de Chine de Paul Jenkins
- 1991 Détours
- 1991 Les exercices du regard
- 1994 Seul l'espace s'éternise
- 1998 Brefs en vrac et dans le désordre
- 2001 Le Dit du Loup. Illustrations de Nadine Vivier et de Henri Baviera
- 2003 Face à nous les bêtes
- 2003 Poèmes et Ballades. Hommage à Picasso, Matisse, Braque, Léger, Chagall, Miro, Giacometti, Klein, Lorca, Ayler
- 2013 Au-delà du seul à seul. (posthume). Préface d’André Brincourt. Textes réunis par Françoise Armengaud et Luciano Melis

### Essais
- 1951 Pablo Picasso au Musée d'Antibes. Photographies de Marianne Greenwood
- 1952 - 1992 Prestiges de Matisse. Dessins de Matisse
- 1955 Fernand Léger ou le dynamisme pictural
- 1964 La vallée des Merveilles. Postface de Pierre Restany. Réédition sous le titre Monts et merveilles (2006), avec des photographies d’Éric Melis
- 1979 Giuliano Mancini, sculptures
- 1983 Marc Chagall méditerranéen
- 1985 Fenêtres de Karel Appel
- 1985 Propos en liberté de Karel Appel, avec Frédéric de Towarnicki
- 1978 – 2000 – 2014 Entretiens, notes et écrits sur la peinture (Braque, Léger, Matisse, Picasso, Chagall). Préface de Jean-Louis Prat, introduction de Luciano Melis

### Expositions personnelles
- 1964 André Verdet – Peintures, tapisseries, Musée de l’Athénée, Genève (Suisse)
- 1967 André Verdet, Musée de Cagnes sur mer
- 1984 Le Parlement des Idoles, Villa Arson, Nice
- 1985 André Verdet – Masques et visages sacrifiés 1962. Musée des Beaux-Arts, Nice
- 1985 André Verdet et le ciel, Palais de la Découverte, Paris
- 1989 Dessins d'André Verdet, livre-objet, texte de Sylvie Cohen, Editions Télo-Martius
- 1990 André Verdet – Lumières plastiques (1971-1972) – Pierres de feu (1960-1972), Centre d’Art International, Paris
- 1990 André Verdet, Palais de la Commune, San Vito Dei Normani (Italie)
- 1991 André Verdet et le ciel – Peintures et dessins, Musée National Fernand Léger, Biot
- 1992 André Verdet Pluriel, Musée d’Art Moderne et d’Art contemporain, Nice
- 1999 Verdet Univers, Centre International d'Art Contemporain de Carros
- 2011 Par-delà les frontières du regard – Un itinéraire choisi autour de la donation André Verdet – Centre International d'Art Contemporain de Carros
- 2013 Centenaire d’André Verdet, Centre International d'Art Contemporain de Carros

### Expositions collectives
- Décembre 1974 - janvier 1975 Première exposition internationale des arts de Téhéran, Centre des expositions internationales, Téhéran[21]

### Discographie
- 1981 Picasso Blues
- 1984 Fernand Léger compagnon du futur
- 1985 L'ombre d'une étoile
- 1986 Requiem pour les cosmonautes
- 1987 Euphories de la couleur
- 1991 Ballade pour Marc Chagall

### Filmographie
- 1955 Terres et flammes, court-métrage. Restauré par Daniel Ziv.
- 1983 Promenade d’André Verdet de Saint-Paul à la Fondation Maeght, César et Jany Carré.
- 1992 André Verdet dans sa maison des Remparts. Dialogue avec Françoise Armengaud. France de la Salle. Vidéo 27 min.
- 2001 André Verdet - Cosmogonie. De Hervé Baudran, (Producteur Michel 5).
- 2002 André Verdet - Seul l'espace s'éternise. De Daniel Ziv. 52 min. Zangra Productions.
- 2014 André Verdet - Résistant et poète. DVD 45 min de Denise Brial, scénario Françoise Armengaud. Production Atalante Vidéos.